# Nicole Sulu
Nicole Sulu Tshiyoyo, est une femme d'affaires de République démocratique du Congo, promotrice du réseau d'affaires « Makutano ».

## Biographie
Nicole Sulu Tshiyoyo est née à Kinshasa en 1974, fille du docteur Stanislas Sulu Maseb Mwang. Elle passe sa jeunesse en Belgique et fait ses études d'orthophonie et une formation en gestion des entreprises en Belgique à l'Institut libre Marie Haps (en) et à l'Institut catholique des hautes études commerciales (ICHEC),,. 

### Carrière
Elle rentre à Kinshasa en 2001 pour rejoindre la direction de l'entreprise fondée par son père, Sulu groupe, et elle devient la directrice déléguée du centre hospitalier. En 2011, elle prend la direction de Sultani Hôtel, un établissement qui appartient au groupe familial,. 
Nicole Sulu Tshiyoyo est promotrice du réseau de personnalités du monde des affaires, Sultani Makutano. Le réseau est une rencontre des principaux décideurs dans le secteur public et privé, visant le développement économique de la République démocratique du Congo, et plus loin en Afrique. Elle crée en premier lieu un réseau de chefs d’entreprises, qui lui a permis de se lancer en créant un forum, qui permet de dialoguer et de trouver des solutions dans le secteur des entrepreneurs. Le « Makutano » signifie « rencontre » en langue swahili. La deuxième édition de Sultane Makutano s'est ouverte aux entrepreneurs des autres pays africains,. Le réseau Makutano est formé initialement en 2015 comme un think tank ,.